# IC 1494
IC 1494 ist eine Spiralgalaxie mit aktivem Galaxienkern vom Hubble-Typ S im Sternbild Aquarius auf der Ekliptik. Sie ist schätzungsweise 430 Millionen Lichtjahre von der Milchstraße entfernt und hat einen Durchmesser von etwa 65.000 Lichtjahren.
Im selben Himmelsareal befindet sich u. a. die Galaxie IC 1495.
Das Objekt wurde am 2. November 1891 von Stéphane Javelle entdeckt.